# Lindhagenbukta
Lindhagenbukta is een baai van het eiland Nordaustlandet, dat deel uitmaakt van de Noorse eilandengroep Spitsbergen.
De baai is vernoemd naar Zweeds geodeticus en astronoom Daniel Georg Lindhagen (1819-1906).

## Geografie
De baai ligt in het noorden van Gustav-V-land en is zuidwest-noordoost georiënteerd. De baai heeft een lengte van ruim vier kilometer en mondt uit in de baai Nordenskiöldbukta. In het zuidoosten ligt de baai Sabinebukta. 
Vanuit het zuidwesten wordt het fjord gevoed door een gletsjerrivier afkomstig van de gletsjer Lindhagenbreen.